# Karrerotextularia
Karrerotextularia es un género de foraminífero bentónico de la subfamilia Siphotextulariinae, de la familia Textulariidae, de la superfamilia Textularioidea, del suborden Textulariina y del orden Textulariida. Su especie tipo es Karrerotextularia gabonica. Su rango cronoestratigráfico abarca desde el Luteciense superior (Eoceno medio) hasta la Actualidad.

## Clasificación
Karrerotextularia incluye a las siguientes especies:
- Karrerotextularia albatrossi
- Karrerotextularia bathyalis
- Karrerotextularia gabonica
- Karrerotextularia longifissura